# 성남외국어고등학교
성남외국어고등학교(城南外國語高等學校)는 대한민국 경기도 성남시 분당구 백현동에 있는 공립 외국어고등학교이다.

## 학교 연혁
- 2006년 2월 13일 : 한솔고에서 현 신축교사로 이주
- 2006년 3월 1일 : 초대 정순권 교장 취임
- 2006년 3월 3일 : 제1회 입학식(4개 학과 246명)
- 2006년 3월 29일 : 개교식
- 2009년 2월 10일 : 제1회 졸업식(4개 학과 219명)
- 2023년 3월 1일 : 제6대 최현주 교장 취임
- 2024년 1월 3일 : 제16회 졸업식(187명)
- 2024년 3월 4일 : 제19기 신입생(8학급 215명)

## 설치 학과
- 영어과
- 독일어과
- 중국어과
- 일본어과

## 참고 자료
- 성남외국어고등학교 - 한국교육학술정보원 학교알리미